# Pteronemobius monochromus
Pteronemobius monochromus är en insektsart som beskrevs av Lucien Chopard 1955. Pteronemobius monochromus ingår i släktet Pteronemobius och familjen syrsor. Inga underarter finns listade i Catalogue of Life.